# Carlos Borsani
 Carlos Borsani  ( ciudad de Florencio Varela, provincia de Buenos Aires, Argentina, 1 de septiembre de 1939 – Madrid, España, 14 de febrero de 2012 ) cuyo nombre completo era Carlos Rafael Borsani, fue un actor de cine y teatro. 

## Filmografía
Actor
- Los muchachos de mi barrio (1970)
- ¡Qué noche de casamiento! (1969)
- Mi primera novia (1966)
- La gran felicidad (1966)
- Voy a hablar de la esperanza (1964)
- Cuarenta años de novios (1963)
- Mientras haya un circo (1958)
- El primer beso (1958)
- Grumete (cortometraje) (1956)

Guionista
- La gran felicidad (1966)
- Voy a hablar de la esperanza (1964)

Director
- La gran felicidad (1966)